# Suzanne Renaud

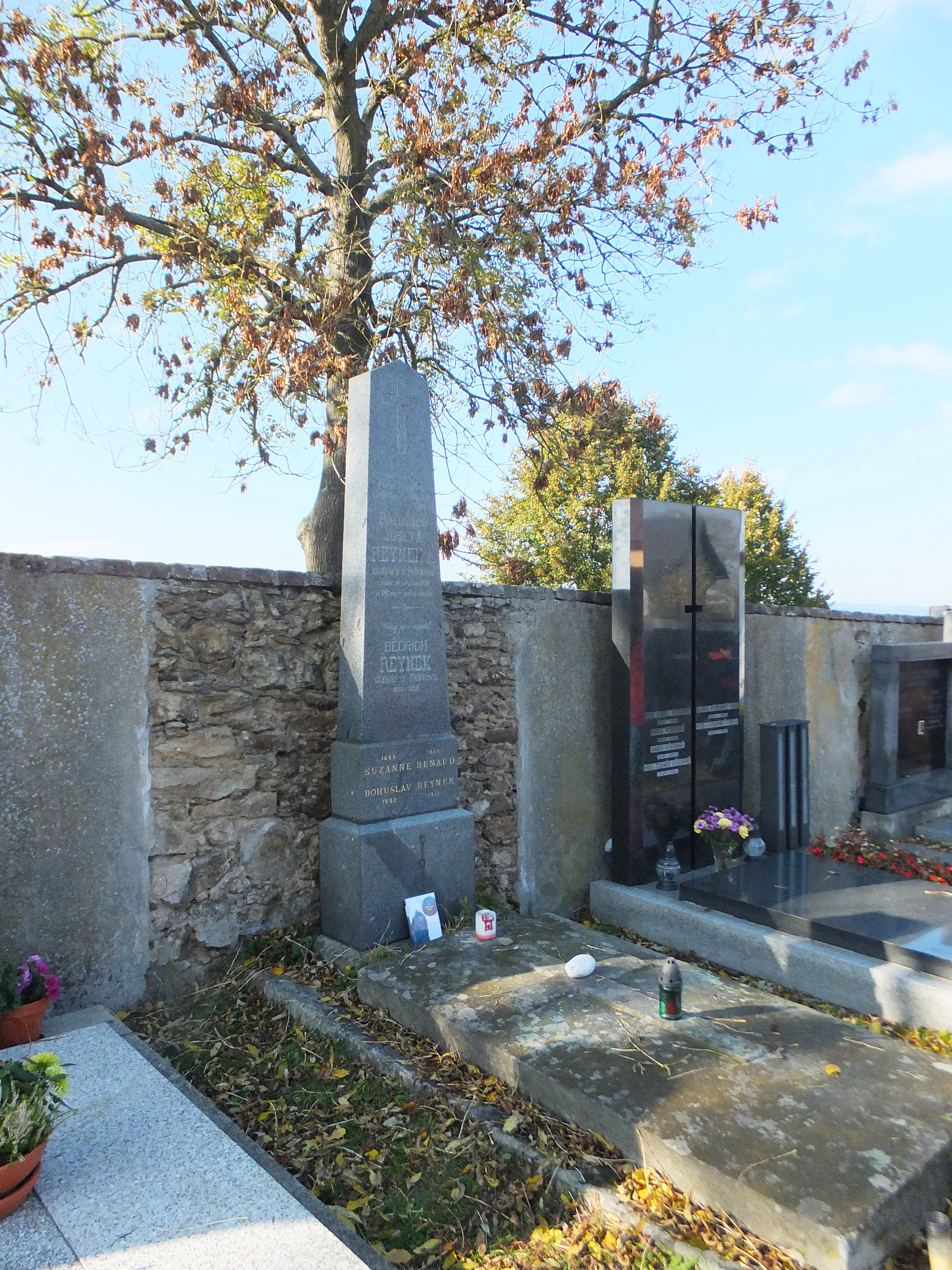
Hrob Suzanne Renaud a Bohuslava Reynka ve Svatém Kříži

Suzanne Renaud, provdaná Reynková (30. září 1889, Lyon, Francie – 21. ledna 1964, Havlíčkův Brod) byla francouzská básnířka a překladatelka.

## Život
Narodila se v rodině důstojníka Abela Renauda a jeho ženy Félicie, rozené Tartari. Když jí bylo pět let, přestěhovala se její rodina z Lyonu do Grenoblu, kde v roce 1910 její otec zemřel. Měla o 9 let mladší sestru Marcelle. Absolvovala Stendhalovo lyceum. S matkou obě sestry procestovaly Švýcarsko, Normandii a Anglii. Za první světové války tam pracovala ve vojenské nemocnici jako ošetřovatelka raněných. Pracovala jako překladatelka do The Anglo-French Review a přednášela o moderní francouzské literatuře na filozofické fakultě grenobelské univerzity.
V roce 1923 se v Grenoblu seznámila s českým básníkem Bohuslavem Reynkem, který ji vyhledal, aby ji požádal o povolení přeložit její první básnickou sbírku Ta vie est là. Reynek ji po smrti její matky požádal o ruku. Renaudová nejprve z důvodu smutku nad ztrátou matky odmítala, avšak 13. března 1926 se za něj v kostele svatého Josefa v Grenoblu provdala. Po svatbě se s ním odstěhovala na statek do Petrkova na Havlíčkobrodsku. Susanne byla Petrkovem překvapena, pozornost místních poutala svým vystupováním (k rybníku nosila slunečník, oblékala se jako dáma do rukaviček atd.). Během dalších deseti let žili střídavě ve Francii a Československu, kde se nakonec v roce 1936 usadili.
V červnu 1928 se jim narodil syn Daniel Václav (1928–2014), který se stal fotografem, a v červenci 1929 syn Jiří Michael (1929–2014).
Život v drsné krajině Vysočiny Susanne těžce snášela, stýskalo se jí po krajině kolem Grenoblu, nicméně na Vysočinu si postupně zvykla, a kraj si oblíbila, jak dokazují některé její pozdní básně (básně sbírky Dveře v přítmí, báseň Vánoce či báseň Chardons - Bodláky).
Překládala manželovu poezii do francouzštiny, on její do češtiny. Do francouzštiny překládala také díla českých básníků Vladimíra Holana a Františka Halase. V letech 1947–1959 udržovala korespondenci s francouzským spisovatelem Henri Pourratem, jehož dílo později překládal její syn Jiří Reynek.

## Dílo
- Ta vie est là (Zde tvůj život, Bohuslav Reynek, Petrkov 1926)
- Ailes de cendre (Křídla z popele, přeložil a ilustroval Bohuslav Reynek, Václav Vokolek, Pardubice 1932)
- Noël (Vánoce, přeložil a ilustroval Bohuslav Reynek, Václav Vokolek, Pardubice 1939)
- Victimae laudes (Václav Vokolek, Pardubice 1939; český překlad Bohuslava Reynka pod názvem Chvála oběti vyšel v roce 1948 v Brně u Jana V. Pojera)
- La porte grise (Dveře v přítmí, přeložil a ilustroval Bohuslav Reynek, Kroměříž 1947)
- Romarin ou Annette et Jean: Ballades et poésies populaires tchèques et moraves (Rozmarýna aneb Anička a Jan, české a moravské balady a poezie, do francouzštiny přeložila Suzanne Renaud, ilustrace Jana Švábová, Romarin, Grenoble 1992)
- Oeuvres (Dílo, sebrané spisy, Romarin, Grenoble 1995, ISBN 2-910544-01-X)